# Керр (округ)
Округ Керр (англ. Kerr county) — округ штата Техас Соединённых Штатов Америки. На 2000 год в нем проживало 43 649 человек. По оценке бюро переписи населения США в 2009 году население округа составляло 48 381 человек. Окружным центром является город Кервилл.

## История
Округ Керр был сформирован в 1856 году. Он был назван в честь Джеймса Керра, одного из ранних поселенцев и солдата Техасской революции.

## География
По данным бюро переписи населения США площадь округа Керр составляет 2869 км², из которых 2865 км² — суша, а 4 км² — водная поверхность (0,14 %).

### Основные шоссе
- Межштатная автомагистраль I-10
- Шоссе 83
- Автострада 16
- Автострада 27
- Автострада 39
- Автострада 41
- Автострада 173

### Соседние округа
- Кимбл  (север)
- Гиллеспи  (северо-восток)
- Кендалл  (восток)
- Бандера  (юг)
- Риол  (юго-запад)
- Эдуардс  (запад)